# Oscar - Un fidanzato per due figlie
Oscar - Un fidanzato per due figlie (Oscar) è un film del 1991 diretto da John Landis.
La pellicola è il remake del film del 1967 Io, due figlie, tre valigie diretto da Édouard Molinaro.

## Trama
Stati Uniti, 1931. Angelo "Snaps" Provolone è un gangster che al capezzale del padre morente giura di diventare onesto; la polizia, dal palazzo di fronte, lo sta spiando, certa che stia tramando qualcosa.
La mattina in cui Snaps dovrebbe rilevare una quota di un'importante banca di New York, segnando il suo passaggio nel mondo dell'onestà, ne succedono però di tutti i colori.
Tutto comincia quando il suo contabile Anthony Rossano gli comunica di averlo frodato, rubandogli quasi 50.000 dollari, che promette di restituire nel momento in cui Snaps gli permetterà di sposare sua figlia, che frequenta da qualche tempo. La figlia di Angelo, Lisa, ama però l'autista Oscar che, per paura di dover affrontare Snaps si è arruolato e ora si trova in Europa, mentre lei, ignara della fuga dell'amato, vorrebbe sposarsi con un uomo di mondo per lasciare l'opprimente dorata prigione famigliare. Dietro consiglio della cameriera Nora, la giovane mente al padre raccontando di essere incinta.
Mentre Angelo è ancora intento a cercare di sbrogliare la matassa, a casa sua arriva Theresa e, parlando con lei, l'ex malavitoso si rende conto che in realtà è Theresa la donna amata da Anthony, non Lisa: Theresa ha millantato di essere l'erede di Provolone per apparire nobile e benestante. Usando questa informazione come espediente, Angelo convince Anthony a cedergli i soldi da lui rubati, riconvertiti in gioielli, come prova di buona volontà, in cambio della sua autorizzazione al matrimonio.
Ad accordo avvenuto però, Anthony scopre di essere stato ingannato, in quanto il contratto da lui firmato, e per il quale ha anche restituito i gioielli, prevedeva in realtà che lui sposasse Lisa e non Theresa; per costringerlo a obbedire, Angelo non esita a presentargli i fratelli Finucci, semplici sarti venuti a fare la prova vestito per l'incontro coi banchieri, come spietati sicari alle sue dipendenze. Nel tentativo di ribaltare la situazione, Anthony si rivolge al professor Poole, riuscendo a far nascere l'amore tra il docente e Lisa, e costringendo così lo stesso Snaps a modificare i suoi piani affinché non sposi più Anthony.
A questo punto ci sono tre borse, identiche, ognuna con un contenuto diverso: una contiene i gioielli; una i 50.000 dollari; una la biancheria di Nora, che decide di licenziarsi per andare a sposare un ricco nobile della città. Nell'andarsene, Nora porta via per sbaglio i gioielli; cosicché Angelo si ritrova invece con la biancheria. Scoperto lo scambio, Angelo cerca di appioppare la biancheria ad Anthony in cambio dei 50.000 dollari e del contratto di matrimonio, senza sapere che nel frattempo le due borse, quella dei gioielli e quella della biancheria, sono state scambiate da Nora; quindi i 50.000 vengono nuovamente scambiati, per errore, dal nuovo autista della cameriera: cosicché, al secondo tentativo da parte di Snaps, ancora una volta si ritrova tra le mani la biancheria.
Di lì a breve Anthony, pentito della propria condotta, restituisce anche i gioielli a Snaps ricucendo il proprio rapporto con Theresa e, mentre Angelo aspetta di riavere indietro anche i contanti, in casa arriva la nuova cameriera. Angelo riconosce nella donna un suo vecchio amore, scoprendo inoltre che dalla loro breve relazione è nata una figlia e che quella figlia è proprio Theresa: pertanto, in realtà, Theresa, pur inconsapevolmente, non aveva mentito quando aveva detto di essere la signorina Provolone. Mentre la famiglia festeggia la ritrovata stabilità, però, arrivano sulla scena prima i banchieri, che vengono smascherati da Anthony come truffaldini e imbroglioni, e poi la polizia, capitanata dal sergente Toomey, il quale, nel tentativo di inchiodare Provolone con la famosa borsa, si ritrova invece, a sua volta, con in mano della biancheria.
Resosi conto che una vita rispettabile non gli va a genio, Provolone decide di tornare alla sua vecchia "occupazione", anche se in modo meno brutale di prima; dunque, nell'atrio della villa viene organizzato il felice matrimonio tra le due figlie di Provolone e i loro spasimanti. Nel mezzo della cerimonia, poi, ripiomba sulla scena lo sperduto Oscar, che però viene accompagnato alla porta per evitare nuove grane.

## Colonna sonora
La pellicola è per lo più musicata con varie rivisitazioni de Il barbiere di Siviglia di Gioachino Rossini, Largo al factotum.

## Distribuzione
La pellicola è uscita nelle sale statunitensi il 16 aprile 1991.